# Das Lesekabinett
Das  Lesekabinett ist ein Gemälde des Düsseldorfer Malers Johann Peter Hasenclever aus dem Jahr 1843. Das 71 cm mal 100 cm große Genrebild wurde mit Ölfarben auf Leinwand gefertigt. Es reflektiert die politisch-kulturelle Situation des Bürgertums in der Zeit des Vormärz. Das Gemälde befindet sich in der Alten Nationalgalerie in Berlin, eine kleinere Fassung hängt im Städtischen Museum Remscheid (Haus Cleff in Remscheid-Hasten).

## Geschichtliches Umfeld
Das Bild schildert eine Szene in einem Lesekabinett in der Zeit vor der Deutschen Revolution 1848/1849, die historisch als Vormärz bezeichnet wird. Auf der hinteren Wand des abgebildeten Raumes hängt eine Karte des Balkan. Sie verweist auf die in den 1840er Jahren dort immer wieder ausbrechenden Aufstände gegen das Osmanische Reich. Lesekabinette oder Lesegesellschaften hatten sich in Deutschland im Zuge der Aufklärung entwickelt. Für das letzte Drittel des 18. Jahrhunderts gelten sie als „zentrale Institutionen der Kulturvermittlung“ und sind charakteristisch noch für die erste Hälfte des 19. Jahrhunderts. Entstanden waren sie zum Zwecke der Verbreitung aufklärerischen Gedankenguts durch Lektüre, Vorträge und politische Debatten. Sie förderten eine entstehende Öffentlichkeit und Politisierung der Gesellschaft. Als Stützen „der Neuerungssucht“ und des „revolutionären Ungeists“ wurden sie vielfach diffamiert oder gar verboten. Es wurde ihnen auch schon mal ein Zensor vorgesetzt, der das politische Spektrum der abonnierten Zeitungen überwachte. Im 19. Jahrhundert veränderte sich der Charakter der Lesegesellschaften zunehmend. Sie öffneten sich einer größeren Anzahl von Mitgliedern und es verstärkte sich ihr geselliger Charakter.
Als 1840 Friedrich Wilhelm IV. von Preußen den Thron bestieg, knüpfte man an den Wechsel auch im Rheinland, der Heimat des Malers, große Hoffnungen bezüglich der Liberalisierung des politischen Lebens, gar auf eine Verfassung. In der Tat wurden auch einige Gemaßregelte der Demagogenverfolgung rehabilitiert. Das Spionagesystem wurde beseitigt. Zu Weihnachten 1841 gab es eine liberale Zensurverfügung, die als beachtlicher Schritt zur Pressefreiheit aufgenommen wurde. Aber im Januar 1843 wurde die Zensur erneut verschärft und eine Reihe von Zeitungen verboten, darunter die Rheinische Zeitung, die durch die Arbeit von Ferdinand Freiligrath, Moses Hess, Georg Herwegh und des Redakteurs Karl Marx ihre Auflage innerhalb eines Jahres vervierfacht hatte.

## Bildbeschreibung und Interpretation
Die Bürger auf diesem Bild interessieren sich deutlich für die Befreiungskriege in fremden Ländern, vergessen darüber aber ihre eigenen unmittelbaren Interessen. In diesem Sinne allegorisch könnte auch die Szene der in einem Nebenraum bei Kerzenschein sitzenden Schachspieler rechts im Bild sein. Durch das Schachspiel macht diese Szene die Wechselhaftigkeit und Flüchtigkeit der Zeit zum Thema. Unterstrichen wird dies durch das Motiv der abbrennenden Kerze.
Das Bild nimmt deutlichen Bezug auf die „Leserevolution“ im 19. Jahrhundert in Deutschland: Die Gesamtszene zeigt elf Personen, sieben von ihnen sitzen um einen Tisch herum, der zentral im Bild positioniert ist. Den Tisch beleuchtet der Lichtkegel einer Gaslampe. Die Gegenstände im umgebenden Raum, unter anderem die Karte im Bildhintergrund in der Mitte sowie die verzierten Kerzenleuchter an der Wand, sind nur in Umrissen zu erkennen. Auf dem gut ausgeleuchteten Tisch sind Zeitungen und Lektüren ausgebreitet, die von den abgebildeten Männern teils mit großem Interesse, teils aber auch mit weniger Hingabe gelesen werden, so etwa vom Mann im rechten Bildabschnitt. Die Charaktere erscheinen entsprechend ihrer Kleidung wohlsituiert. Das Bürgertum, das sie somit repräsentieren, prägte durch Diskussionen über politische und kulturelle Themen die öffentliche Meinung. Die aufkommende „Leserevolution“ war ein Produkt der neuen Bildungspolitik (Einführung der Schulpflicht) und gab dem Menschen die Möglichkeit, sich mit den Themen der Gesellschaft und des Staates auseinanderzusetzen. Die abgebildeten Personen geben einen genaueren Aufschluss darüber, wen diese soziale Veränderung hauptsächlich betraf. Es sind nur Männer auf dem Bild abgebildet, was darauf verweist, dass Frauen zu diesem Zeitpunkt noch keine wirkliche politische Mitsprache hatten. Jeder hat einen anderen Gesichtsausdruck. Dies kann als Hinweis darauf verstanden werden, dass man nicht gleich einer Meinung war. Somit wird das Wesen des Disputs in einer Diskussion verdeutlicht. Der dunkel gehaltene Raum und die Leuchte in der Mitte, die nur das Nötigste mit Licht versorgt, verweisen auf die politisch-kulturelle Situation des Bürgertums zur Zeit der Entstehung des Bildes, des Jahres 1843, in dem die Medien zahlreichen Zensuren unterlagen und die privaten Salons somit als private Rückzugsorte der Bürger dienten.